# باحات برودمان

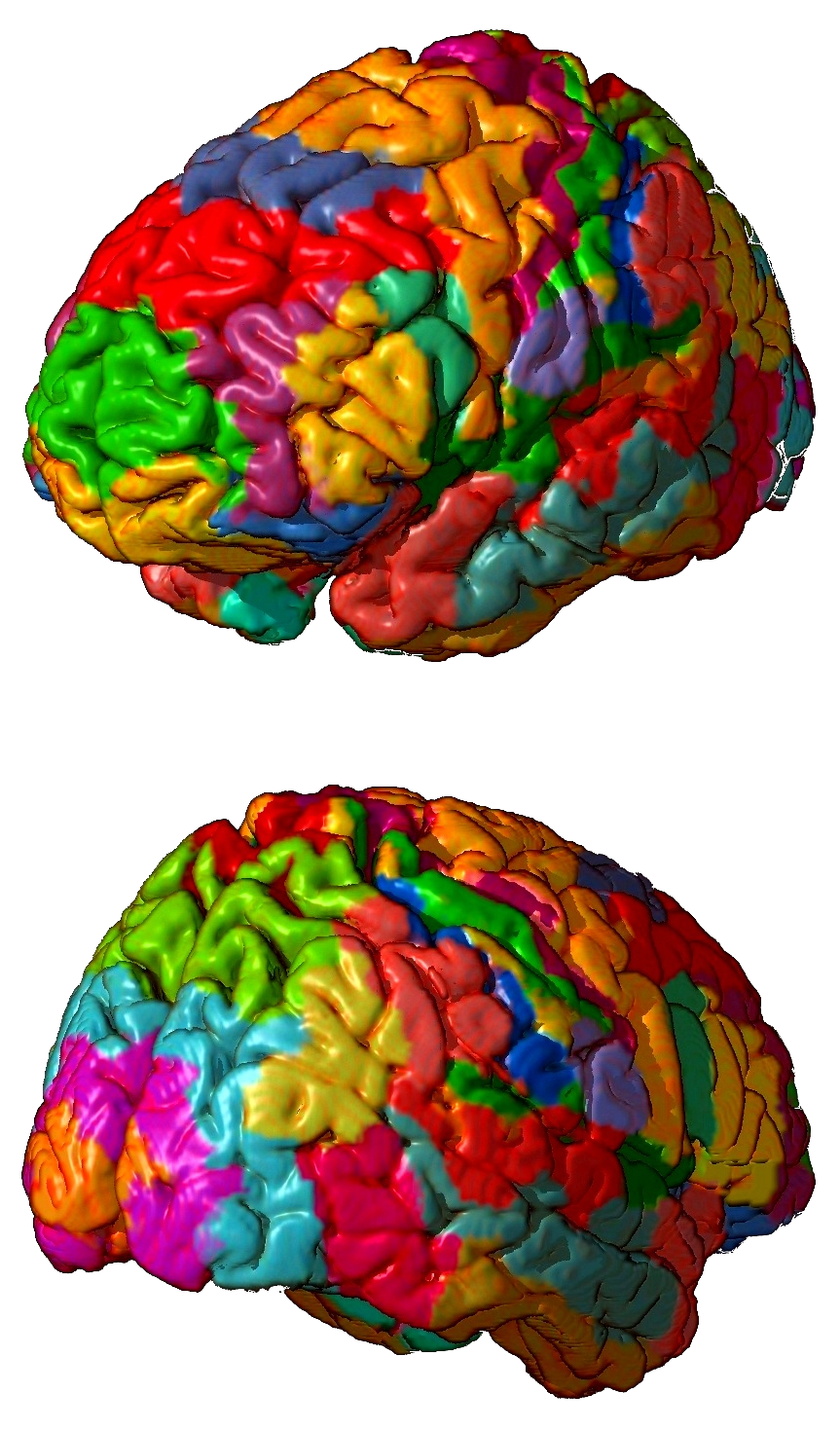
صورة لباحات برودمان ثلاثية الأبعاد

باحات برودمان هي مناطق في القشرة المخية في أدمغة البشر وغيرها من أدمغة الرئيسيات، والتي تعرّف من خلال البناء الخلوي أو النسيجي ومن خلال تنظيم الخلايا.

## التاريخ

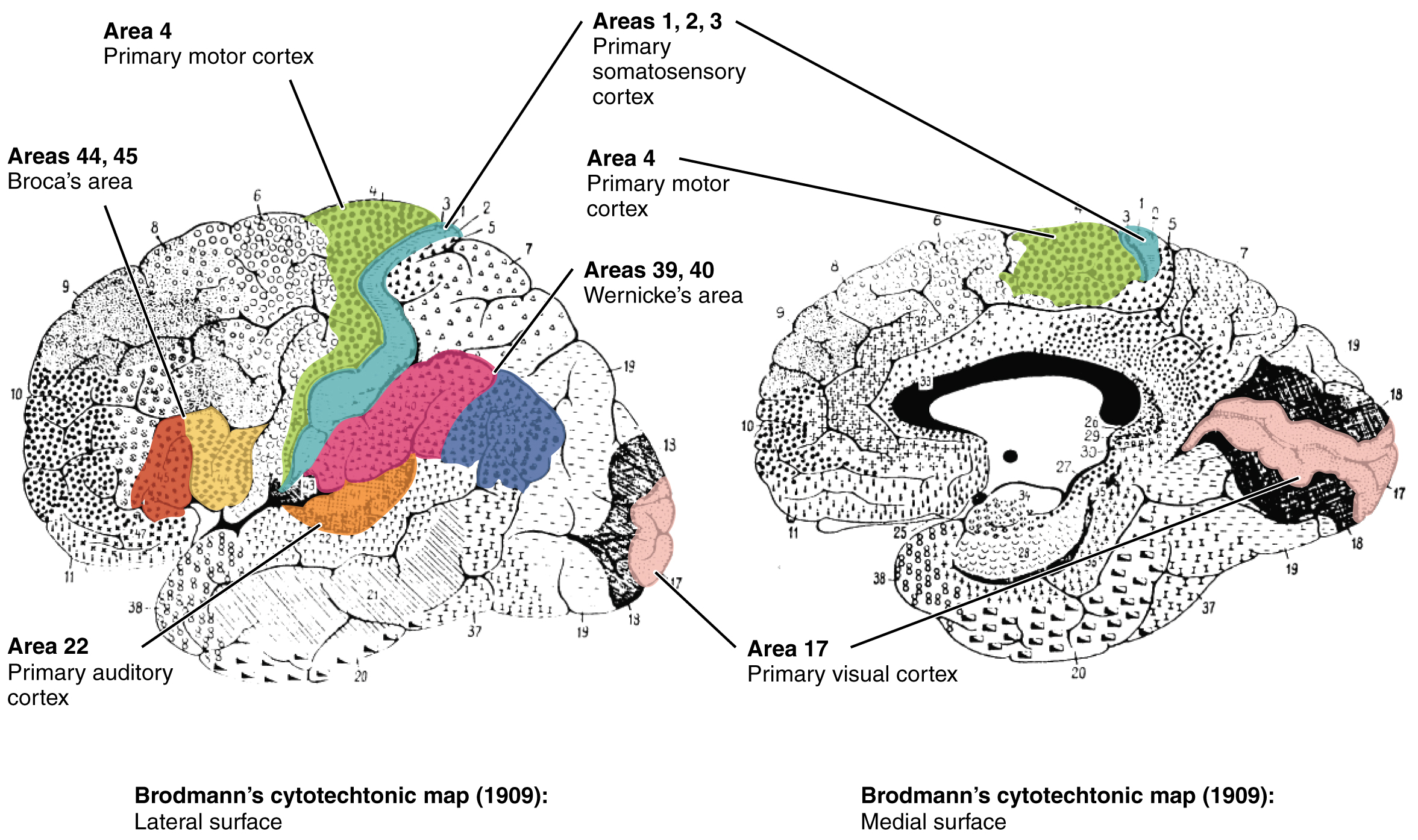
تمييز أهم باحات برودمان في هذه الصورة.

يعود تعريف باحات برودمان وترقيمها إلى عالم التشريح الألماني كوربنيان برودمان Korbinian Brodmann، والذي صنف تلك الخلايا حسب البناء الخلوي للعصبونات في القشرة المخية، والتي لاحظها باستخدام مبدأ فرانز نيسل Franz Nissl في صبغ الخلايا. نشر برودمان خريطته للمناطق القشريّة في البشر والقرود وأنواع أخرى في عام 1909، وكذلك نتائج أخرى وملاحظات حول أنواع الخلايا والترتيب الطبقيّ لقشرة الثدييات. التشابه في الترقيم في باحات برودمان في أنواع مختلفة من الكائنات الحيّة لا يعني بالضرورة التشابه بينها. ونشر العالمان كونستانتين فون ايكونومو وجورج كوسكيناس خريطة أخرى مشابهة ولكنها أكثر تفصيلا في عام 1925.

## الأهمية الحالية
نوقشت وأعيد تسميتها وتمت مناظرتها ما يقارب القرن، وتبقى التنظيم البنائيّ الخلويّ للقشرة المخيّة البشريّة الأكثرة شهرة واقتباسًا.
عُرِّفت العديد من باحات برودمان فقط بناءً على التنظيم العصبيّ كونها ترتبط ارتباطًا وثيقًا بوظائف قشريّة متنوعة. على سبيل المثال: رقم 1 و2 و3 هي القشرة الحسّيّة الجسميّة الأوليّة، ورقم 4 هي القشرة الحركيّة الأوليّة، ورقم 17 هي القشرة البصريّة الأوليّة، ورقم 41 و42 قريبة من القشرة السمعيّة الأوليّة. الوظائف ذات المستوى العالي من للباحات القشريّة الترابطيّة تتمركز بتناسق في نفس باحات برودمان باستخدام التصوير الوظيفيّ والفسيولوجيّ العصبيّ وطرق أخرى؛ مثل: تناسق في تمركز منطقة بروكا للغة والكلام في باحات برودمان اليسرى رقم 44 و45). بينما يستطيع التصوير الوظيفيّ فقط تَعرُّف التمركز التقريبيّ لتنشيط الدماغ من حيث باحات برودمان؛ لأنّ حدودها الحقيقيّة في دماغ أي شخص تتطلّب الفحص النسيجيّ.

## نظرة عامة
تساهم أجزاء مختلفة للقشرة المخيّة في وظائف سلوكيّة وإدراكيّة مختلفة. تظهر الاختلافات بعدة طرق: تأثيرات تلف الدماغ الموضعيّة، وفحص أنماط النشاط الإقليميّ عند فحص الدماغ باستخدام تقنيات التصوير الوظيفيّة، والتواصل مع المناطق تحت القشرة، والاختلافات الإقليميّة في البناء الخلويّ للقشرة. يصف علماء الأعصاب معظم القشرة -الجزء الذي يُدعى القشرة الحديثة- على أنّ لديها ست طبقات، ولكن لا تظهر جميع الطبقات في كل النماطق من القشرة، وحتى إن ظهرت الطبقة فهي قد تختلف في السمك والترتيب الخلويّ. بنى العلماء خرائط لمناطق القشرة اعتمادًا على الاختلافات في ظهور الطبقات تحت المجهر. خريطة كوربييان برودمان هي إحدى الخرائط الأكثر استخدامًا، لقد قسّم القشرة إلى 52 منطقة مختلفة، وأعطى كل منها رقمًا (وقسمت العديد من باحات برودمان إلى أقام فرعيّة). على سبيل المثال: باحة برودمان رقم 1: القشرة الحسية الجسمية الأولية، وباحة برودمان رقم 17: القشرة البصرية الأولية، وباحة برودمان رقم 25: القشرة الحزاميّة الأماميّة.
العديد من هذه الباحات الدماغيّة التي عرّفها برودمان لها بناءها الداخليّ المعقد الخاص بها. في عدد من الحالات، تُقسَّم باحات الدماغ إلى خرائط طبوغرافيّة، حيث توافق المجموعات الصغيرة من القشرة الأجزاءَ المتجاورة من الجسم، أو بعض المناطق المجرّدة. مثال بسيط على هذا النوع من التوافق: القشرة الحركيّة الأوليّة، وهو شريط نسيجيّ على امتداد الحافة الأماميّة للتَّلَم (الأخدود) المركزيّ. تدعم المناطق الحركيّة كل جزء من الجسم بالأعصاب التي ينشأ من منطقة مميزة، بالإضافة إلى أجزاء الجسم المتجاورة التي تمثلها المناطق المجاورة. يسبب التحفيز الإلكترونيّ في أي نقطة من القشرة انقباضَ العضلة في جزء الجسم الممثل في تلك النقطة. التمثيل الجسميّ غير موزَّع بالتساوي. على سبيل المثال: يُمثَّل الرأس بمنطقة مساحتها ثلاثة أضعاف ما يمثل الجذع والظهر كاملين. يتناسب حجم أي منطقة مع دقة التحكم الحركيّ والتمييز الحسّيّ. تُعدُّ مناطق الشفتين والأصابع واللسان كبيرة، بالنظر إلى الحجم النسبيّ إلى أجزاء الجسم الممثلة.
في المناطق البصريّة، توجد خرائط شبكيّة، وهذا يعني أنّها تمثل طبوغرافيّة الشبكيّة، الشبكيّة هي طبقة من الأعصاب التي ينشطها الضوء، والتي تبطن خلف العين. في هذه الحالة كذلك التمثيل غير متساوٍ: تُمثَّل النقرة المركزيّة (منطقة في وسط المنطقة البصريّة) بشكل كبير بالمقارنة مع الأطراف. تحتوي الدارة البصريّة في القشرة المخية البشريّة عشرات الخرائط الشبكيّة، كل منها مخصص لتحليل تدفق المدخلات البصريّة بطريقة معيّنة. القشرة البصريّة الأوليّة (باحة برودمان رقم 17)، وهي المستقبل الرئيس للمدخل المباشر القادم من الجزء البصريّ للمهاد، والذي يحتوي على العديد من الأعصاب التي من السهل جدًّا تنشيطها عن طريق الحواف ذات اتجاه خاص تتحرك عبر منطقة معينة في المنطقة البصريّة. تستخرج المناطق البصريّة اللون والحركة والشكل.
في المناطق السمعيّة، الخريطة الأوليّة هي نَغَميّة. تُحلِّل النماطق السمعيّة تحت القشريّة الأصواتَ بناءً على التردد (بمعنى آخر: نغمة عالية أو منخفضة)، تعكس المنطقة السمعيّة الأوليّة في القشرة هذا التحليل. كما في النظام البصري، هناك عدد من الخرائط القشريّة النغميّة، كل منها مخصص لتحليل الصوت بطريقة معينة.
ضمن الخريطة الطبوغرافيّة، هناك مستويات أدق من الهيكل المكانيّ. على سبيل المثال: القشرة البصريّة الأوليّة، حيث التنظيم الرئيسيّ هو شبكيّ والاستجابات الأساسيّة هي للتحرك نحو الحواف، الخلايا التي تستجيب لاتجاهات الحواف المختلفة وهي مفصولة مكانيًّا عن بعضها البعض.

## اقرأ أيضاً
- دماغ بشري
- باحة برودمان الرابعة
- باحة برودمان السادسة
- باحة برودمان الثامنة